# Air Malta
Air Malta var Maltas nationella flygbolag som hade huvudkontor på Maltas internationella flygplats. De flög till tjugotalet destinationer i Europa och Mellanöstern. Flybolaget nedlades 30 mars 2024 och ersattes genast med den nya nationella flygbolaget, KM Malta Airlines.

## Flygflotta
Air Maltas flotta består av följande flygplan (juni 2023):
- 2 Airbus A320-200
- 6 Airbus A320-200neo

Har tidigare flugit bl.a.
- Airbus A310 (1994)
- Airbus A319 (2001, 2004-2016, 2019, 2023)
- BAe 146 (1994-2005)
- BAe ATP (1992-1993)
- Boeing 707 (1977-1980, 1986-1988)
- Boeing 720 (1974-1980)
- Boeing 727 (1976, 1988-1991)
- Boeing 737 (1980-1983, 1987-2008, 2010, 2018, 2022)
- Convair 880 (1976-1979)
- Douglas DC-9 (1979-1981)
- McDonnell Douglas MD-90 (2008)

## Incidenter
- Den 31 oktober 1981, efter att en Boeing 737-200 landat i Kairo, Egypten, exploderade två bomber ombord som skadade fyra personer. En tredje bomb som inte lyckats detonera hittades senare.[4]
- Den 9 juni 1997, Air Malta flight 830, kapades av två personer på en flygning från Malta till Istanbul, Turkiet som krävde frisläppningen av Mehmet Ali Ağca. Kapningen avslutades i Köln, Tyskland, utan några offer bland de 74 passagerarna och 6 i besättningen.